# Cornufer gilliardi
Cornufer gilliardi es una especie de anfibios de la familia Ceratobatrachidae.

## Distribución geográfica
Se encuentra en el archipiélago Bismarck (Papúa Nueva Guinea). 

## Estado de conservación
Se encuentra amenazada de extinción por la pérdida de su hábitat natural.